# العلاقات الألمانية الروسية

تُظهِر العلاقات الألمانية الروسية أنماطًا دورية، فانتقلت من مرحلة التعاون والتحالف إلى التوتر والحرب الشاملة. قال المؤرخ جون ويلر بينيت أنه منذ أربعينيات القرن الثامن عشر:
دخلت العلاقات الألمانية الروسية في سلسلة من الانسلاخات، فتميزت بالمرارة والتقارب بالإضافة إلى وصفها بالودية أيضًا. شكل وجود بولندا المستقلة أحد العوامل الأساسية في العلاقة، وذلك عند اتفاق القوتين العظيمتين في أوروبا الشرقية، والمفصتولتين بدويلة حاجزة، بعد انحدار علاقتهما عندما كانا في حالة اتصال حدودي.
ساعدت روسيا في تحرير ألمانيا بين عامي 1812-1815 في الحروب النابليونية، وبقيت العلاقات ودية بينهما بشكل عام لمدة قرن، وخاصة في عهد أوتو فون بسمارك الذي أسس تحالف الأباطرة الثلاثة في عام 1873 مع روسيا وألمانيا والنمسا والمجر. اختار خلفاء بسمارك بعد إقالته في عام 1890 دعم النمسا ضد روسيا في التأثير المتنافس في البلقان. قاتلت ألمانيا ضد روسيا في الحرب العالمية الأولى (1914-1918). كانت العلاقات ودية في عشرينيات القرن الماضي، وباردة جدًا في الثلاثينيات وسلمية بين عامي 1939-1941، وتحولت بعد ذلك إلى حرب دموية بين عامي 1941-1945.
تعاون البلدان مع بعضهما في عشرينيات القرن الماضي في التجارة وبشكل سري في الشؤون العسكرية. تصاعدت حدة الأعمال العدائية في ثلاثينيات القرن الماضي؛ إذ حارب الفاشيون برعاية برلين والشيوعيين الذين ترعاهم موسكو بعضهم البعض في جميع أنحاء العالم؛ وكانت أشهر تلك الحروب خلال الحرب الأهلية الإسبانية (1936-1939). توصل كلا البلدين إلى اتفاق في ظل تحول مذهل في أغسطس عام 1939، وقسما الدول المستقلة سابقًا في أوروبا الشرقية. انهار هذا الوفاق في عام 1941 عندما غزت ألمانيا الاتحاد السوفيتي. نجا السوفييت وشكلوا تحالفًا مع بريطانيا والولايات المتحدة، ودفعوا الألمان للتراجع واستولوا على برلين في مايو عام 1945.
قُسِّمت ألمانيا خلال الحرب الباردة 1947-1991، وكانت ألمانيا الشرقية تحت السيطرة الشيوعية وتحت المراقبة الدقيقة لموسكو التي تمركزت فيها قوة عسكرية كبيرة وقمعت انتفاضة عام 1953. طورت ألمانيا وروسيا منذ نهاية الحرب الباردة وإعادة توحيد ألمانيا بين عامي 1989-1991«شراكة إستراتيجية» تكون فيها الطاقة أحد أهم العوامل. تعتمد ألمانيا وروسيا على بعضهما البعض في مجال الطاقة، وتحديدًا في ظل حاجة ألمانيا للطاقة الروسية وحاجة روسيا إلى استثمارات ألمانية الضخمة لتطوير بنيتها التحتية للطاقة.
ذكر استطلاع أجرته إذاعة بي بي سي البريطانية في عام 2014 أن 21% فقط من الألمان ينظرون إلى نفوذ روسيا بشكل إيجابي و67% بشكل سلبي. يملك الروس من الجهة الأخرى وجهة نظر أكثر إيجابية عن ألمانيا من نظرائهم الألمان تجاه روسيا؛ فينظر 57% إلى تأثير ألمانيا بشكل إيجابي و12% بشكل سلبي.
أصبحت العلاقات سلبية للغاية في عام 2014، وذلك ردًا على استيلاء روسيا على شبه جزيرة القرم، التابعة لأوكرانيا، ودعمها للمتمردين في أوكرانيا. كانت ألمانيا زعيمة بين مجموعة كوينت في حلف الناتو في فرض عقوبات الاتحاد الأوروبي القاسية المتزايدة بشكل متكرر على صناعات النفط والمصارف الروسية وكبار حلفاء الرئيس فلاديمير بوتين. ردت روسيا بقطع واردات الغذاء عن الاتحاد الأوروبي.

## تاريخ

### التاريخ المبكر
بقي أول اتصال بين الألمان والسلاف مجهولًا. يعود الاتصال المهم إلى حملات الفرسان التيوتونيين في بحر البلطيق حيث سيطروا على الأرض. هزم الأمير ألكسندر نيفيسكي الفرسان التيوتونيين في معركة الجليد في عام 1242.
عاشت روسيا قبل منتصف القرن الثامن عشر بمعزل عن الشؤون الألمانية؛ وذلك في الوقت الذي قُسِّمت فيه ألمانيا إلى العديد من الدول الصغيرة تحت القيادة الاسمية للإمبراطور الروماني المقدس.
انتشرت القوة الروسية في بحر البلطيق بعد حرب الشمال الكبرى مع السويد.

### الحرب العالمية الثانية
جاء دور روسيا في الحرب في عام 1941، ولكن جوزيف ستالين رفض تصديق التحذيرات المتعددة لغزو ألماني. بدأت عملية بارباروسا في يونيو عام 1941، واستولت على عدة جيوش سوفيتية أو دمرتها، ووصلت إلى أبواب موسكو بحلول شهر ديسمبر. قاوم ستالين وأقام علاقات وثيقة مع بريطانيا والولايات المتحدة اللتان قدمتا كميات كبيرة من الذخيرة.
أصبحت الجبهة الشرقية للحرب العالمية الثانية مسرح الحرب الأيديولوجية والعرقية المروعة، وربما الحرب الأكثر دموية في تاريخ البشرية، حيث قُتِل أكثر من 20 مليون شخص بمن فيهم أسرى الحرب السوفييت واليهود.

### القرن الواحد والعشرين
كانت العلاقات طبيعية في الجزء الأول من القرن الجديد، وذلك مع توسع العلاقات التجارية واعتماد ألمانيا المتزايد على خطوط أنابيب شحن الغاز الطبيعي الروسي. أصبحت العلاقات سلبية للغاية في عام 2014، وذلك ردًا على استيلاء روسيا على شبه جزيرة القرم التابعة لأوكرانيا ودعمها للمتمردين في أوكرانيا. كانت ألمانيا زعيمة بين مجموعة كوينت في حزب الناتو في فرض العقوبات القاسية المتزايدة بشكل متكرر ضد صناعات النفط والمصارف الروسية وكبار حلفاء الرئيس بوتين. وردت روسيا بقطع واردات الغذاء من الاتحاد الأوروبي.
أخبرت المستشارة أنجيلا ميركل الرئيس بوتين منذ بدء الأزمة عن عدم قانونية الاستفتاء حول انضمام شبه جزيرة القرم إلى روسيا.

## الروس في ألمانيا
أصبحت ألمانيا، منذ إعادة توحيدها، موطنًا لمجتمع كبير سريع النمو من أصل روسي انتقل أفراده إلى ألمانيا كمواطنين كاملي العضوية. وصل في تسعينيات القرن الماضي ما بين 100 ألف إلى 200 ألف روسي بشكل سنوي. موّلت ألمانيا أيضًا المجتمعات التي ما تزال متأخرة في روسيا.

## التعليم
تشمل المدارس الروسية الدولية في ألمانيا مدرسة السفارة الروسية في برلين ومدرسة القنصلية الروسية في بون. توجد مدرسة ألمانية في روسيا وهي المدرسة الألمانية بموسكو.

## التعاون
- يوجد تبادل متكرر بين ألمانيا وروسيا فيما يتعلق بالسياسة والاقتصاد والثقافة. تعتبر روسيا ألمانيا الشريك الأوروبي الأول لها. تُعتبر روسيا شريكًا تجاريًا مهمًا لألمانيا.
- تتعاون ألمانيا وروسيا في بناء خط أنابيب الغاز نورد ستريم.
- يُتقن العديد من الألمان الشرقيين السابقين الغة الروسية بشكل جيد، ويملكون معرفة كبيرة بروسيا. تحتل اللغة الألمانية المرتبة الثانية (بعد اللغة الإنجليزية) في المدارس الروسية. يتحدث الرئيس بوتين الألمانية بمستوى شبه محلي، وتتحدث المستشارة ميركل الروسية بطلاقة، وذلك بالإضافة إلى إتقانهما اللغة الإنجليزية. وقع المستشار شرودر والرئيس بوتين في 11 أبريل عام 2005 على «إعلان مشترك حول شراكة إستراتيجية في التعليم والبحث والابتكار». يهدف هذا الاتفاق إلى تكثيف التعاون الثنائي في قطاع التعليم، ولاسيما في مجال تدريب الكوادر المتخصصة والتنفيذية.
- تمتلك ألمانيا صناعات ضخمة بالحجم والقدرة على تحديث البنية التحتية في روسيا. تمتلك روسيا بدورها موارد طبيعية هائلة ذات أهمية كبيرة للاقتصاد الألماني.
- يُعد تصديق روسيا على بروتوكول كيوتو في 27 أكتوبر عام 2004 من بين النجاحات الرئيسية في سياسة البيئة والذي سيحقق أيضًا فوائد اقتصادية.
- كانت ألمانيا داعمًا قويًا لمشاركة روسيا في مجموعة الثماني.
- يتمتع بنك درسدنر الألماني بعلاقات وثيقة مع شركة غازبروم، وهي أكبر شركة صناعية في روسيا.
- عارضت ألمانيا إلى جانب فرنسا وروسيا الدعوات الأوكرانية والجورجية إلى الناتو خلال قمة الناتو في بوخارست عام 2008، فلم يدعو الناتو أوكرانيا وجورجيا إلى خطة عمل البحر المتوسط.

## السفارات
تقع سفارة ألمانيا في العاصمة موسكو، وتقع سفارة روسيا في برلين.

## مقارنة بين البلدين
هذه مقارنة عامة ومرجعية للدولتين:
| وجه المقارنة                                              | ألمانيا                                                                              | روسيا                                   |
| --------------------------------------------------------- | ------------------------------------------------------------------------------------ | --------------------------------------- |
| المساحة (كم2)                                             | 357.41 ألف                                                                           | 17.08 مليون                             |
| عدد السكان (نسمة)                                         | 81.29 مليون                                                                          | 146.80 مليون                            |
| الكثافة السكانية (ن./كم²)                                 | 227.44                                                                               | 8.59                                    |
| العاصمة                                                   | بون، برلين                                                                           | موسكو                                   |
| اللغة الرسمية                                             | اللغة الألمانية                                                                      | اللغة الروسية                           |
| العملة                                                    | يورو، مارك ألماني                                                                    | روبل روسي                               |
| الناتج المحلي الإجمالي (بليون دولار)                      | 3.68 تريليون                                                                         | 1.58 تريليون                            |
| الناتج المحلي الإجمالي (تعادل القوة الشرائية) بليون دولار | 3.92 تريليون                                                                         | 3.69 تريليون                            |
| الناتج المحلي الإجمالي الاسمي للفرد دولار أمريكي          | 41.31 ألف                                                                            | 9.09 ألف                                |
| الناتج المحلي الإجمالي للفرد دولار أمريكي                 | 46.40 ألف                                                                            |                                         |
| مؤشر التنمية البشرية                                      | 0.926                                                                                | 0.798                                   |
| رمز المكالمات الدولي                                      | +49                                                                                  | +7                                      |
| رمز الإنترنت                                              | .de                                                                                  | .ru، .рф، .рус ‏، .su                    |
| المنطقة الزمنية                                           | توقيت وسط أوروبا، ت ع م+01:00، ت ع م+02:00، توقيت أوروبا الوسطى المعياري (ت غ م +1) ‏ | Magadan Time ‏، ت ع م+02:00، ت ع م+12:00 |

## مدن متوأمة
في ما يلي قائمة باتفاقيات التوأمة بين مدن ألمانية وروسية:
- ترتبط غلزنكيرشن مع شاختاي باتفاقية توأمة منذ 1987.[21][21]
- ترتبط براونشفايغ مع قازان باتفاقية توأمة منذ 1986.[22][22][22][22]
- ترتبط زول (مدينة ألمانية) مع كالوغا باتفاقية توأمة منذ 1969.
- ترتبط ليشتنبيرغ مع أوبلاست كالينينغرادسكايا باتفاقية توأمة منذ 2000.
- ترتبط هوشتات أن در آيش مع كراسنوغورسك باتفاقية توأمة.
- ترتبط دلمنهورست مع Borisoglebsky District, Voronezh Oblast [الإنجليزية]‏ باتفاقية توأمة منذ 1976.
- ترتبط إسن مع نيجني نوفغورود باتفاقية توأمة منذ 1974.
- ترتبط نويبيبيرغ مع تشيرنوغولوفكا باتفاقية توأمة منذ 1992.
- ترتبط فايلهايم إن أوبربايرن مع ييلابوغا باتفاقية توأمة.
- ترتبط كريفلد مع أوليانوفسك باتفاقية توأمة.
- ترتبط هاغن مع سمولينسك باتفاقية توأمة منذ 1963.[23][23][23][23]
- ترتبط فيتموند مع أودينتسوفو باتفاقية توأمة.
- ترتبط فوبرتال مع يكاترينبورغ باتفاقية توأمة منذ 29 سبتمبر 1977.
- ترتبط كوتبوس مع ليبيتسك باتفاقية توأمة منذ 1975.
- ترتبط فيشترزباخ مع ترويتسك باتفاقية توأمة.
- ترتبط توبينغن مع بيتروزوفودسك باتفاقية توأمة منذ 1989.
- ترتبط برلين مع موسكو باتفاقية توأمة منذ 28 أغسطس 1991.[24][24][24][24]
- ترتبط بفورتسهايم مع إيركوتسك باتفاقية توأمة منذ 1989.
- ترتبط شلسفيغ هولشتاين مع أوبلاست كالينينغرادسكايا باتفاقية توأمة منذ 1986.[25][25][25][25]
- ترتبط ميته مع Central Administrative Okrug [الإنجليزية]‏ باتفاقية توأمة منذ 1983.
- ترتبط بادن بادن مع سوتشي باتفاقية توأمة منذ 1961.
- ترتبط لودفيغسبورغ مع إيفباتوريا باتفاقية توأمة.
- ترتبط فيتن مع كورسك باتفاقية توأمة منذ 1975.
- ترتبط درسدن مع سانت بطرسبرغ باتفاقية توأمة منذ 1971.
- ترتبط هاله مع أوفا باتفاقية توأمة منذ 1987.
- ترتبط مونستر مع ميتشورينسك باتفاقية توأمة.
- ترتبط Neukölln [الإنجليزية]‏ مع بوشكين باتفاقية توأمة.
- ترتبط روستوك مع كالينينغراد باتفاقية توأمة منذ 1966.
- ترتبط كارلسروه مع كراسنودار باتفاقية توأمة منذ 1969.
- ترتبط إمدن مع أرخانغلسك باتفاقية توأمة منذ 1961.
- ترتبط كوكسهافن مع مورمانسك باتفاقية توأمة منذ 13 أغسطس 2004.
- ترتبط هايدلبرغ مع سيمفروبول باتفاقية توأمة منذ 1965.
- ترتبط Reinickendorf [الإنجليزية]‏ مع سانت بطرسبرغ باتفاقية توأمة.
- ترتبط بادنويلر مع تاغانروغ باتفاقية توأمة.
- ترتبط كورنفستهايم مع كيمري باتفاقية توأمة.
- ترتبط برنتسلاو مع بوخفيستنيفو باتفاقية توأمة منذ 1990.
- ترتبط كاسل مع ياروسلافل باتفاقية توأمة منذ 1958.[26]
- ترتبط براندنبورغ آن در هافل مع مغنيتاغورسك باتفاقية توأمة منذ 1963.
- ترتبط مونستر مع ريازان باتفاقية توأمة.
- ترتبط فولفسبورغ مع تولياتي باتفاقية توأمة منذ 1975.
- ترتبط مولهاوزن مع كرنشتات باتفاقية توأمة.
- ترتبط هيلدسهايم مع غيلينجيك باتفاقية توأمة منذ 1965.
- ترتبط أوسنابروك مع تفير باتفاقية توأمة منذ 11 مايو 1991.[27][28][29][30]
- ترتبط زاسنيتس مع كينغيسيب باتفاقية توأمة منذ 9 يونيو 2007.
- ترتبط إيتلينغن مع غاتتشينا باتفاقية توأمة.
- ترتبط هيمر مع شتشايولكوفو باتفاقية توأمة منذ 1967.
- ترتبط بيترفلد-فولفن مع دزيرجينسك باتفاقية توأمة منذ 1990.
- ترتبط تسيله مع تيومين باتفاقية توأمة منذ 1989.
- ترتبط غوترسلوه مع رجيف باتفاقية توأمة.
- ترتبط دورتموند مع روستوف على نهر الدون باتفاقية توأمة منذ 1973.
- ترتبط باد هومبورغ (فور در هوهه) مع بيتيرهوف باتفاقية توأمة.
- ترتبط آخن مع كوستروما باتفاقية توأمة منذ 2013.[31][31][32][32]
- ترتبط لودنشايد مع تاغانروغ باتفاقية توأمة منذ 1987.
- ترتبط ميله مع تورجوك باتفاقية توأمة.
- ترتبط هامبورغ مع سانت بطرسبرغ باتفاقية توأمة منذ 1958.
- ترتبط بينهبرغ مع Primorsk, Kaliningrad Oblast [الإنجليزية]‏ باتفاقية توأمة.
- ترتبط فولدا مع سرغيايف بوساد باتفاقية توأمة.
- ترتبط دوسلدورف مع موسكو باتفاقية توأمة منذ 1988.[33][34][35][36]
- ترتبط راتينغن مع غاغارين باتفاقية توأمة.
- ترتبط كيمنتس مع فولغوغراد باتفاقية توأمة منذ 1970.
- ترتبط كيل مع كالينينغراد باتفاقية توأمة منذ 13 مايو 1986.[37][37][38][39]
- ترتبط شباير مع كورسك باتفاقية توأمة.
- ترتبط نويبراندنبورغ مع بيتروزوفودسك باتفاقية توأمة منذ 1983.
- ترتبط تسيربست مع بوشكين باتفاقية توأمة.
- ترتبط بوتسدام مع كالينينغراد باتفاقية توأمة منذ 1973.
- ترتبط تسايتز مع كالينينغراد باتفاقية توأمة منذ 2010.
- ترتبط هالدنسليبن مع سوسنغورسك باتفاقية توأمة.
- ترتبط دويسبورغ مع بيرم باتفاقية توأمة منذ 1973.
- ترتبط كيرشهايمبولاندن مع تشيرنياخوفسك باتفاقية توأمة.
- ترتبط لينداو مع سربوخوف باتفاقية توأمة منذ 1964.
- ترتبط غيرا مع روستوف على نهر الدون باتفاقية توأمة منذ 1987.[40][41][42][43]
- ترتبط نويشتريليتز مع تشايكوفسكي باتفاقية توأمة.
- ترتبط كولونغسبورن مع زيلينوغرادسك باتفاقية توأمة.
- ترتبط كولونيا مع فولغوغراد باتفاقية توأمة منذ 29 مايو 1963.
- ترتبط إنغولشتات مع موسكو باتفاقية توأمة منذ 7 مايو 1963.
- ترتبط شتوتغارت مع سامارا باتفاقية توأمة منذ 1962.[44][45][46][47]
- ترتبط هاناو مع ياروسلافل باتفاقية توأمة.
- ترتبط بريمرهافن مع كالينينغراد باتفاقية توأمة منذ 16 مايو 1969.
- ترتبط Düren (district) [الإنجليزية]‏ مع مايتشي باتفاقية توأمة منذ 13 أبريل 2011.
- ترتبط Wesermarsch [الإنجليزية]‏ مع فارونيش باتفاقية توأمة.
- ترتبط روتنبورغ أب دير تاوبر مع سوزدال باتفاقية توأمة.
- ترتبط هيرنه مع بيلغورود باتفاقية توأمة.[48]
- ترتبط أولدنبورغ مع محج قلعة باتفاقية توأمة منذ 1978.
- ترتبط شفيرته مع بياتيغورسك باتفاقية توأمة.
- ترتبط تلغته مع ستوبينو باتفاقية توأمة.
- ترتبط إزرلون مع نوفوتشركاسك باتفاقية توأمة منذ 1989.
- ترتبط تسفايبروكن مع كورسك باتفاقية توأمة.
- ترتبط بيلفلد مع فيليكي نوفغورود باتفاقية توأمة منذ 1973.
- ترتبط أوفنباخ أم ماين مع أوريول باتفاقية توأمة منذ 1978.
- ترتبط أونترشلايسهايم مع زيلينوغراد باتفاقية توأمة منذ 2009.
- ترتبط زالتسغيتر مع ستاري اوسكول باتفاقية توأمة منذ 1975.
- ترتبط متمان مع أوزايورسك باتفاقية توأمة منذ 1974.
- ترتبط نويس مع بسكوف باتفاقية توأمة منذ 1972.
- ترتبط باسوم مع غفارديسك باتفاقية توأمة.
- ترتبط إرلنغن مع فلاديمير باتفاقية توأمة منذ 1964.

## منظمات دولية مشتركة
يشترك البلدان في عضوية مجموعة من المنظمات الدولية، منها:
| علم المنظمة | اسم المنظمة                        | تاريخ انضمام ألمانيا | تاريخ انضمام روسيا |
| ----------- | ---------------------------------- | -------------------- | ------------------ |
|             | مؤسسة التمويل الدولية              | 20 يوليو 1956        | 12 أبريل 1993      |
|             | يونسكو                             | 11 يوليو 1951        | 21 أبريل 1954      |
|             | مجموعة الموردين النوويين           | ?                    | ?                  |
|             | مؤسسة التنمية الدولية              | 24 سبتمبر 1960       | 16 يونيو 1992      |
|             | وكالة ضمان الاستثمار متعدد الأطراف | 12 أبريل 1988        | 29 ديسمبر 1992     |
|             | مجموعة الثماني                     | 18 مايو 1998         | 1998               |
|             | منظمة حظر الأسلحة الكيميائية       | 29 أبريل 1997        | ?                  |
|             | الاتحاد الدولي للاتصالات           | 1866                 | 1866               |
|             | الأمم المتحدة                      | 18 سبتمبر 1973       | 24 أكتوبر 1945     |
|             | المنظمة الهيدروغرافية الدولية      | ?                    | ?                  |
|             | منظمة الشرطة الجنائية الدولية      | ?                    | 27 سبتمبر 1990     |
|             | البنك الدولي للإنشاء والتعمير      | 14 أغسطس 1952        | 16 يونيو 1992      |
|             | منظمة الأمن والتعاون في أوروبا     | 25 يونيو 1973        | 1992               |
|             | مجموعة العشرين                     | 26 سبتمبر 1999       | 26 سبتمبر 1999     |
|             | الاتحاد البريدي العالمي            | 1 يوليو 1875         | ?                  |
|             | منظمة التجارة العالمية             | ?                    | 22 أغسطس 2012      |
|             | الفريق المعني برصد الأرض           | ?                    | ?                  |
|             | نظام تحكم تكنولوجيا القذائف        | 1987                 | 1995               |
|             | مجلس دول بحر البلطيق               | 1992                 | ?                  |
|             | مجلس أوروبا                        | 13 يوليو 1950        | 28 فبراير 1996     |
|             | اتفاقية السماوات المفتوحة          | ?                    | ?                  |

## أعلام
هذه قائمة لبعض الشخصيات التي تربطها علاقات بالبلدين:
- ألكسندر الأول (12 ديسمبر 1777 – 19 نوفمبر 1825)
- ألكسندر الثالث (إمبراطور روسي، 26 فبراير 1845 – 20 أكتوبر 1894)
- ألكسندر الثاني (17 أبريل 1818 – 1 مارس 1881)
- ألكسندر بوشكين (شاعر روسي، 26 مايو 1799[77][78] – 29 يناير 1837[77][78])
- إليزابيث إمبراطورة روسيا (18 ديسمبر 1709 – 25 ديسمبر 1761)
- إيجور تام (فيزيائي روسي، 26 يونيو 1895 – 12 أبريل 1971[79])
- بافل الأول (إمبراطور روسيا، 20 سبتمبر 1754 – 12 مارس 1801)
- بيتر الثالث (10 فبراير 1728 – 6 يوليو 1762)
- بيتر الثاني (12 أكتوبر 1715 – 19 يناير 1730)
- ستيفن سيغال (10 أبريل 1952[80][81] –)
- فاسيلي كاندينسكي (رسام روسي، 4 ديسمبر 1866[82][83][84] – 13 ديسمبر 1944[83][84][85])
- فلاديمير لينين (ثوري وسياسي شيوعي روسي، 10 أبريل 1870[86][87][88] – 21 يناير 1924[86][89][90])
- كاثرين الأولى (5 أبريل 1684 – 6 مايو 1727)
- نيقولا الثاني إمبراطور روسيا (آخر قيصر من أسرة «آل رومانوڤ» (و هي آخر عائلة مالكة في روسيا)، 6 مايو 1868 – 17 يوليو 1918[91][92])
- نيكولاي الأول (25 يونيو 1796[93] – 18 فبراير 1855[93])

## وصلات خارجية
- موقع وزارة الخارجية الألمانية
- موقع وزارة الخارجية الروسية